# چرا آینده به ما نیازی ندارد

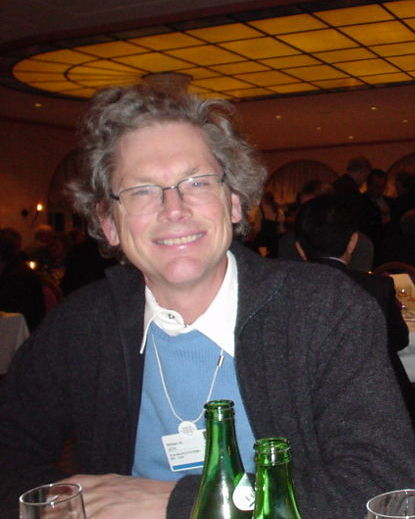
چرا آینده به ما نیازی ندارد

چرا آینده به ما نیازی ندارد (به انگلیسی: Why the future doesn't need us) نام مقاله‌ایست از بیل جوی که در آوریل سال ۲۰۰۰ در مجله‌ی وایرد به چاپ رسید. وی در این مقاله بیان می‌دارد که قدرتمندترین فناوری‌های قرن بیست و یکم مانند رباتیک، مهندسی ژنتیک و فناوری نانو، انسان و گونه‌های طبیعی در معرض خطر را تهدید می‌کنند.